# 110 (số)
110 (một trăm mười) là một số tự nhiên ngay sau 109 và ngay trước 111.